# Passiflora candollei
Passiflora candollei Triana & Planch. – gatunek rośliny z rodziny męczennicowatych (Passifloraceae Juss. ex Kunth in Humb.). Występuje naturalnie w Kolumbii, Ekwadorze, Peru, Boliwii oraz Brazylii (w stanach Acre, Amazonas i Pará). 

## Morfologia
PokrójZdrewniałe, trwałe, owłosione liany.
LiściePodwójnie klapowane. Mają 5–10 cm długości oraz 7–15 cm szerokości. Całobrzegie, z uciętym wierzchołkiem. Ogonek liściowy jest owłosiony. Przylistki są sierpowate.
KwiatyPojedyncze. Działki kielicha są podłużne, białawe. Płatki są liniowo podłużnie owalne, białe, mają 7–8 cm długości. Przykoronek ułożony jest w dwóch rzędach, zielonkawy, ma 2–10 mm długości.
OwoceSą kulistego kształtu. Mają 1,5–2 cm średnicy.